# 大沢郷村
大沢郷村（おおさわごうむら）は秋田県仙北郡にあった村。現在の大仙市北西部、雄物川左岸、秋田自動車道西仙北サービスエリアの南方一帯にあたる。

## 地理
- 河川：雄物川

## 歴史
- 1889年（明治22年）4月1日 - 町村制の施行により、大沢郷宿村、杉山田村、正手沢村、円行寺村、大沢郷寺村、北野目村、高城村の区域をもって発足。
- 1955年（昭和30年）3月1日 - 刈和野町・土川村・強首村と合併して西仙北町が発足。同日大沢郷村廃止。

## 交通

### 道路
- 刈和野街道

現在は旧村域を秋田自動車道が通過するが、当時は未開通。